# 和歌子・影山教授のぱれっと。
和歌子・影山教授のぱれっと。（わかこ・かげやまきょうじゅのぱれっと）は毎週日曜日の朝9:45-10:00（JST）に、朝日放送（ABCラジオ）で放送されていたフリートーク中心のラジオ番組。
パーソナリティは武田和歌子（朝日放送アナウンサー）と影山貴彦（同志社女子大学教授、元・毎日放送局員）が務めた。

## 出演者
- 武田和歌子
- 影山貴彦

※朝日放送には、影山と同じ同志社女子大学卒業の桂紗綾アナウンサー（2008年入社）が本番組放送時点で在籍しているが、起用されなかった。

## 主なコーナー
- 和歌子スコープ